# Kreuzweg
Kreuzweg (Estações da Cruz (título em Portugal) ou 14 Estações de Maria (título no Brasil) é um filme alemão de drama religoso realizado por Dietrich Brüggemann. O filme foi exibido na 64ª edição do Festival internacional de Cinema de Berlim em 9 de fevereiro de 2014, onde ganhou o prémio Silver Bear por Melhor Guião. No Brasil o filme foi exibido pela primeira vez no Festival do Rio em 27 de setembro de 2014 e nos cinemas brasileiros o filme foi exibido em 2 de abril de 2015. Em Portugal o filme foi exibido pela primeira vez no Festroia em 15 de junho de 2014 e nos cinemas, o filme será exibido em 4 de junho de 2015.

## Argumento
Maria (Lea van Acken) é uma jovem católica de 14 anos de idade, de uma família tradicionalista que dedicou sua vida aos serviços de Deus. Com um grupo de jovens, ela se prepara para partir à uma cidade do sul da Alemanha. Eles pertencem à Fraternidade Sacerdotal São Paulo (Sociedade de Vida Apostólica fictícia baseada na Fraternidade Sacerdotal São Pio X) que rejeita as liberalizações do Concílio Vaticano II e mantém a missa em latim e as outras cerimônias tradicionais. Em aprendizagem com a Via Crúcis que Jesus suportou em seu caminho até Calvário, ela também acha que deve passar por isso para alcançar o Paraíso.

## Elenco
- Hanns Zischler como Diretor fúnebre
- Birge Schade como Professor
- Florian Stetter as Pater Weber
- Franziska Weisz como Mãe
- Ramin Yazdani as Doutor
- Lucie Aron como Bernadette
- Moritz Knapp como Christian
- Klaus Michael Kamp como Pai
- Lea van Acken como Maria
- Georg Wesch como Thomas

## Reconhecimentos
| Ano                                         | Prémio                              | Categoria                                        | Indicado(s) | Resultado |
| ------------------------------------------- | ----------------------------------- | ------------------------------------------------ | ----------- | --------- |
| 2014                                        |                                     |                                                  |             |           |
| Festival de Berlim                          | Prêmio do Júri Ecumênico            | Dietrich Brüggemann                              | Venceu      |           |
| Festival de Berlim                          | Urso de Prata - Melhor Roteiro      | Dietrich e Anna Brüggemann                       | Venceu      |           |
| Festival de Berlim                          | Urso de Ouro                        | Dietrich Brüggemann                              | Indicado    |           |
| Festival de Cinema de Edimburgo             | Prémio do Júri - Crítica Estudantil | Dietrich Brüggemann                              | Venceu      |           |
| Festival de Cinema de Edimburgo             | Melhor Longa-Metragem Internacional | Dietrich Brüggemann                              | Indicado    |           |
| Festival Internacional de Cinema da Noruega | Prêmio de Cinema Ecuménico          | Dietrich Brüggemann, Leif Alexis, Fabian Maubach | Venceu      |           |
| Semana Internacional de Cine de Valladolid  | Golden Spike                        | Dietrich Brüggemann                              | Indicado    |           |